# Bernardino India
Bernardino India  (Vérone, 1528 - 1590) est un peintre italien maniériste qui a été actif à Vérone au XVIe siècle.

## Biographie
Bernardino India  fut l'élève de Domenico Riccio et a collaboré avec Michele Sanmicheli pour la décoration du palais Canossa et dans la chapelle Pellegrini de l'église San Bernardino de Vérone, ainsi qu'avec Felice Riccio, fils de Domenico Riccio pour les fresques du Palais Fiorio Della Seta. Il a décoré des villas palladiennes comme la villa Pojana (1560), la villa Foscari (également connue sous le nom de La Malcontenta et où Giovanni Battista Zelotti a également travaillé), et le Palais Thiene (1555-1556), à Vicence. Orlando Flacco a terminé le travail que Bernardino India avait commencé à la Sala del Maggior Consiglio à Vérone.

## Œuvres
- Marie-Madeleine lavant les pieds du Christ,
- Les Noces de Cana,
- Portrait de Giovanni Mateo Ghiberti,
- Justice (1550-1569), Art Institute of Chicago, Chicago, Illinois, États-Unis.
- Nativité (1572) et  Vierge avec sainte Anne (1579), San Bernardino, Vérone.
- Conversion de saint Paul (1584), SS Nazaro e Celso, Vérone.
- Martyre de sainte Degnamerita (1590), retable, musée de Castelvecchio, Vérone.
- Deux Figures de femmes en cariatides, département des Arts graphiques, musée du Louvre, Paris.

## Sources
- (en) Cet article est partiellement ou en totalité issu de l’article de Wikipédia en anglais intitulé « Bernardino India » (voir la liste des auteurs).